# Fernando Primo de Rivera
Fernando Primo de Rivera y Sobremonte (Sevilla, 24 juli 1831 – Madrid, 23 mei 1921) was een Spaans militair, politicus en koloniaal bestuurder. Primo de Rivera was de oom van de Spaanse dictator Miguel Primo de Rivera.

## Biografie
Primo de Rivera was de zoon van José Primo de Rivera, een hooggeplaatste marinier en politicus. In 1844 begon Fernando zijn opleiding aan het Colegio General Militar. Drie jaar later studeerde hij af met de rang van onderluitenant. Hij vocht mee bij het onderdrukken van een opstand in Madrid in maart 1848 en werd daarvoor benoemd tot luitenant en verheven in de Orde van de Heilige Ferdinand. De daaropvolgende jaren diende hij op het Colegio de Infantería, waar hij zich opwerkte tot de rang van commandant. Een nieuwe opstand in Madrid op 22 juni 1866 werd door het regiment van Primo de Rivera neergeslagen, waarop promotie tot luitenant-kolonel volgde. Nadat Spaanse troepen onder zijn commando Estella ten tijde van de Tweede Carlistenoorlog veroverden werd hij als beloning verheven tot markies van Estella. In het begin van de regeerperiode van koning Alfons XII was Primo de Rivera van 31 december 1874 tot 10 september 1875 minister van oorlog. In 1880 was hij kortstondig kapitein-generaal van Madrid.
Van 1880 tot 1883 was Primo de Rivera voor de eerste maal gouverneur-generaal van de Filipijnen. In 1897 keerde hij terug voor een kortere tweede termijn. Zijn tweede termijn viel midden in de Filipijnse revolutie. Na zijn aankomst zag Primo snel in, dat hij de opstand niet met militaire middelen kon bedwingen. Hij begon onderhandelingen die na vier maanden resulteerden in het Pact van Biak-na-Bato.